# Yazour
Yazour (en arabe : يازور, en hébreu : יאזור) était une localité arabe palestinienne située à 6 km à l'est de Jaffa. Yazour est mentionné dans des textes assyriens du 7e siècle av. J.-C.. Le site a été un lieu d'affrontements entre musulmans et croisés aux 12e et 13e siècles.
La localité arabe a été dépeuplée et en grande partie détruite pendant la guerre civile de 1947–48 en Palestine mandataire. La ville israélienne d’Azor a été édifiée sur ses terres.

## Histoire

### Antiquité
Un cimetière datant de l'âge du fer (XIIe siècle - IXe siècle av. J.-C.) et contenant une cinquantaine de tombes a été excavée sur le site de Yazour entre 1958-1960 par l'archéologue israélien Moshe Dothan, elles contiennent des poteries d'origine philistine
Il est mentionné dans la traduction LXX (Septante) de la Bible (Josué 19:45), ainsi que dans les annales du souverain assyrien Sennachérib (704 - 681 AEC) sous le nom d'Azuro.

### Croisades

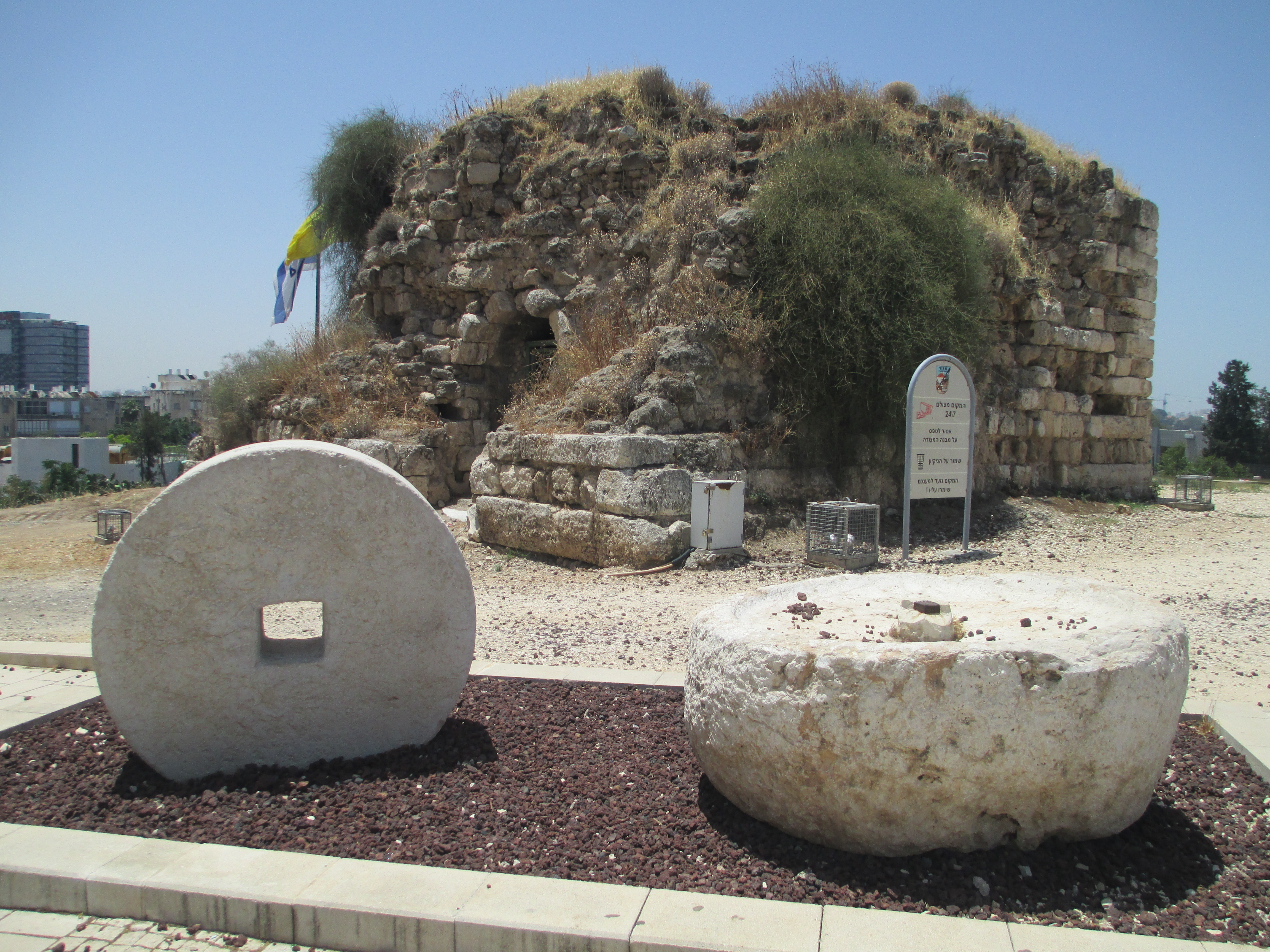
Vestiges du château des Croisés.

Le géographe arabe Yaqut al-Hamawi (1179-1229) décrit Yazour comme une petite localité où sont nés plusieurs personnages importants de la période fatimide, notamment Al-Hasan ibn Ali Al-Yazouri devenu un vizir fatimide en 1050.
Yazour est connue des Croisés sous le nom de Casel des plains ou Casel des bains. La localité est notamment citée à plusieurs reprises dans L’Estoire de la guerre sainte du trouvère Ambroise à propos des affrontements entre croisés et musulmans pour le contrôle de Jaffa entre septembre 1191 et août 1192,. En septembre 1191, Saladin démolit les fortifications de Yazour mais celles-ci sont reconstruites le mois suivant par les Croisés. Il semble que Richard Cœur de Lion ait utilisé le Casel comme base au cours de ses négociations avec Al-Adel en novembre de cette même année. En août 1192, après une tentative frustrée de prise de contrôle de Jaffa, Saladin ordonne la destruction de Yazour par ses sapeurs au cours de sa retraite vers Ramla. Il semble qu'après cette date, la localité n'a plus eu de présence croisée.
Un chapelain d'Azo Casel des Bains est énuméré dans la liste des témoins d'une charte de vente octroyée par Hugues d'Ibelin au Saint-Sépulcre en 1158. Les vestiges d'une église à Yazour sont signalés sur plusieurs siècles dans des récits de voyages, dans le journal en 1461, Dans le Voyage en Terre Sainte, du père Dominique Borrely. en 1668. Il n'existe plus de traces de cet édifice de nos jours.

### Période ottomane

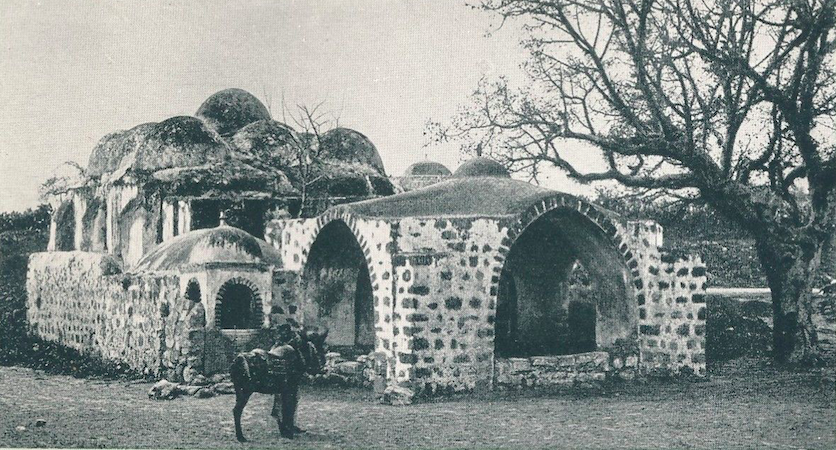
Maqam de l'imam ´Ali, ca. 1887

Durant les premiers temps de la domination ottomane au Levant, les revenus du village de Yazour sont destinés à un nouveau waqf. le Hasseki Sultan Imaret, une soupe populaire de Jérusalem, fondée par Hasseki Hurrem Sultan (Roxelane), l'épouse de Suleiman le Magnifique. En 1586, Jean Zuallart visite le maqam Imam ´Ali à Yazour et le décrit ainsi: «... un peu plus loin se trouvait une mosquée carrée avec neuf petites coupoles. De l'autre côté de la route, il y a un puits ou une citerne. » D'après les archives fiscales ottomanes de 1596, Yazour est un village du nahié (sous-district) de Ramla, qui fait partie du sandjak de Gaza. Il est peuplé de 50 ménages musulmans, soit environ 275 personnes. Les villageois payent une taxe d'imposition à taux fixe de 33,3% sur leurs produits agricoles, notamment le blé, l’ orge, les fruits et le sésame, ainsi que sur les caprins et les ruches ; un total de 19 250 akçe. Tous les revenus reviennent à un waqf. En 1602, Martinus Seusenius, un voyageur hollandais, décrivit le maqam Imam 'Ali comme une mosquée à neuf coupoles, celle du milieu étant la plus haute.
Mustafa al-Bakri al-Siddiqi (1688-1748/9), un enseignant et voyageur syrien soufi qui se rend dans la région au cours de la première moitié du XVIIIe et Mustafa al-Dumyati (mort en 1764) rapportent avoir visité à Yazour le mausolée d'un sage qu'ils nomment Sayyiduna ("notre maître") Haydara. Le village est cartographié sur la carte que Pierre Jacotin a compilé en 1799 dans le cadre de la lancée par Bonaparte, le toponyme est noté Jazour.
En 1863, Victor Guérin a visité la localité. En 1870, Charles Netter de l'Alliance Israélite Universelle fonde l'école d'agriculture Mikvé-Israël au sud-est de Jaffa. Par le biais d'un firman du sultan ottoman, il reçoit une terre pour l'école, qui jusqu'alors avait été exploitée par les fellahins du village de Yazour. Dans une étude de la Palestine occidentale (1882), il est noté que "bien que la terre appartienne au gouvernement, les Fellahin, du fait d'un usage ancien, ont été amenés à la considérer virtuellement comme leur propre propriété et s'indignent de son occupation par des tiers " Les paysans deviennent donc des ennemis acharnés de l'école d'agriculture fondée par Netter.
À la fin de l'été 1870, le gouverneur de Damas se rend à Jaffa, accompagné de Netter et de deux templiers, Hoffmann et Ernst Hardegg, il passe en chemin par Yazour : « Alors qu'il chevauchait entre la propriété de Natter et la ville, le wali fut assailli par des femmes et des hommes arabes qui le suppliaient, s'agrippant aux rênes de son mulet et à son pantalon, de les aider à recouvrer leurs droits, les Juifs étaient en train de leur prendre leurs terres, puis ils pointèrent du doigt Natter, qui chevauchait aux côtés du Wali, criant « les Juifs, les Juifs ». Le Pacha, chevauchant de l’autre côté, demanda à Ernst sa cravache et les chassa lui-même. » LModèle:’enquête sur la Palestine occidentale réalisée par le Fonds dModèle:’exploration de la Palestine a également indiqué qu’en 1882 les structures du village avaient été construites en brique d’adobe avec des jardins et des puits dispersés, et que Yazour contenait un sanctuaire en forme de dôme.

### Mandat britannique
Yazour est divisé en quatre quartiers, un pour chacun des clans y vivant. Les maisons sont de pierre ou en briques d’adobe et en paille. Chacune des maisons s'ouvre sur une cour commune ne comportant qu'une seule entrée. Le village compte deux écoles élémentaires, une pour les garçons construite en 1920 et une autre pour les filles ouverte en 1933. L'école de garçons occupe 27 dounams, elle est principalement destinée à la formation des étudiants en agronomie. Elle dispose de son propre puits artésien. En 1947, 430 garçons et 160 filles sont inscrits dans ces écoles. Les vestiges d'une ancienne église datant des Croisades, construite par Richard Cœur de Lion en 1191, appelée Castel des Plaines, sont visibles sur une colline à l'intérieur du village. L'église des Croisés a été reconstruite pour servir de mosquée à Yazour.
D'après le recensement de Palestine de 1922 effectué par les autorités du Mandat britannique, Yazour compte 1 284 habitants, tous musulmans et 2 337 habitants répartis dans 419 logements selon le recensement de 1931.
Selon les statistiques de 1945, Yazour compte 4 030 habitants, principalement des Arabes musulmans, mais aussi une petite communauté arabe chrétienne de vingt personnes. L'agriculture constitue l'épine dorsale de l'économie; en 1944, La culture et les plantations occupent 6 272 dounams, 1 441 dounams sont consacrés à la céréaliculture. Les surfaces irriguées et les vergers occupent 1 689 dounams. Pendant la Seconde Guerre mondiale, les villageois commencent à élever des vaches Holstein et, en 1947, de nombreux puits artésiens sont utilisés pour l'irrigation.

### Guerre israélo-arabe de 1948
La situation de Yazour sur la route menant de Jérusalem à Jaffa en fait un point stratégique permettant notamment aux forces arabes locales de lancer des attaques contre les véhicules de la population juive transitant par cette route. Malgré l'opposition de la population de Yazour qui craint des représailles, le commandant local Hasan Salameh décide de harceler les conducteurs juifs. Le 9 décembre 1947 l'Irgoun lance une bombe contre un café de Yazour, ce qui fait de nombreuses victimes. Le même jour, les villageois bloquent la route, attaquent un convoi juif, tuent un conducteur et blessent plusieurs hommes. Un autre convoi est attaqué le 11 décembre, un conducteur de camion est tué et quatre autres conducteurs sont attaqués. L'Irgoun réplique immédiatement en lançant des grenades vers un café très fréquenté de Yazour,. Dans le même temps, une unité du Palmah progressant dans les vergers situés entre la localité arabe et Mikvé-Israël  tire sur les véhicules arabes se dirigeant vers Jaffa. L'armée britannique, afin de calmer les esprits, bloque la route entre les deux localité avec deux voitures blindées. Aref al-Aref rapporte que le 18 décembre, des troupes sionistes, déguisées en soldats britanniques lancent depuis la route principale plusieurs bombes dans un café, tuant six villageois. Le 21 décembre, deux convois juifs escortés sont de nouveau attaqués à hauteur de Yazour. Le journal Filastin rapporte que le 30 décembre, un autre groupe d'activistes sionistes a tenté de faire sauter des maisons de village. Ce groupe est découvert par les gardes du village et chassé. D'autres d'attaques ont lieu début 1948 La plus importante survient le 12 février, Yazour et Abu Kabir sont attaqués au mortier et a la mitrailleuse. Plusieurs maisons de Yazour sont détruites Des attaques suivent presque toutes les semaines, dont le 20 février. Ce jour-là, les forces juives attaquent le village avec des chars et des véhicules blindés, détruisant la fabrique de glace, deux maisons et tuant un villageois et en blessant quatre autres,.
Yazour est dépeuplé quelques semaines avant le déclenchement de la guerre arabo-israélienne de 1948 consécutif à la déclaration d'indépendance d'Israël, lors de l'opération Hametz lancée par la Haganah le 28–30 avril 1948. Cette opération vise un groupe de villages à l'est de Jaffa, dont Yazour. Selon les ordres préparatoires, l'objectif est "d'ouvrir la voie [aux forces juives] de Lydda". Bien qu'il n'y ait pas de mention explicite du sort à réserver aux villageois, l'ordre indique qu'il faut "nettoyer la région" [tihur hashetah]. L’ordre opérationnel final indique : "Les habitants civils des localités conquises seront autorisés à quitter les lieux après la recherche d’armes." Les soldats reçoivent pour instruction de ne pas blesser les femmes et les enfants "dans la mesure du possible" et de ne pas piller les villages capturés.

## Vestiges du village
Deux sanctuaires musulmans existent encore dans l'ancien village :
Le Maqam de l'imam ´Ali est construit en pierre et son toit est surmonté d'un dôme central est entouré de neuf petites coupoles. La sépulture de l’imam ´Ali, un célèbre faiseur de miracles est réputée se situer dans une douzaine de lieux différents, mais selon Meron Benvenisti, 2000, elle se trouve bien à Yazur. Le maqam abrite de nos jours la synagogue Sha´arei Zion et un centre d'études juif.

Vues du maqam Imam 'Ali
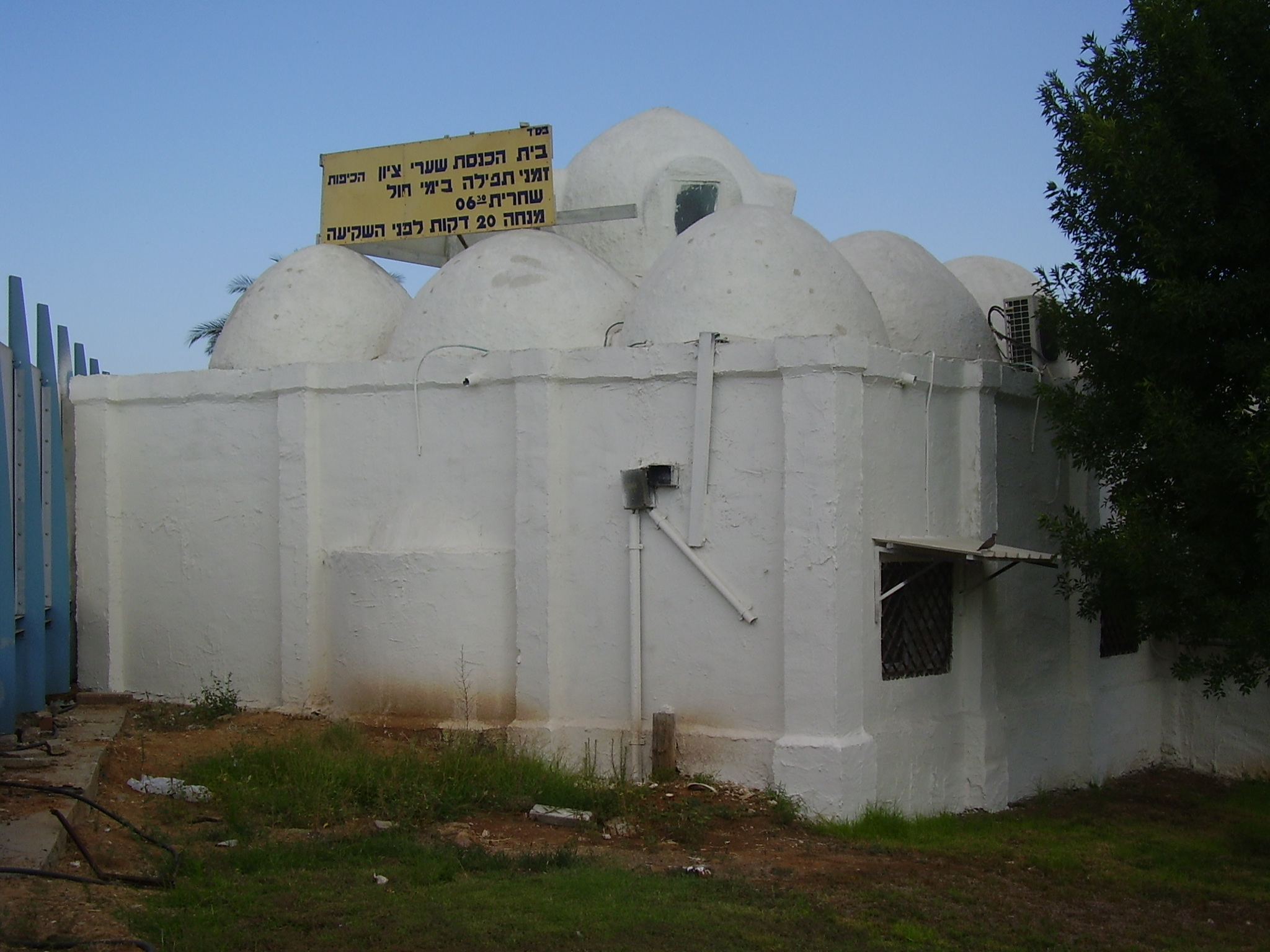
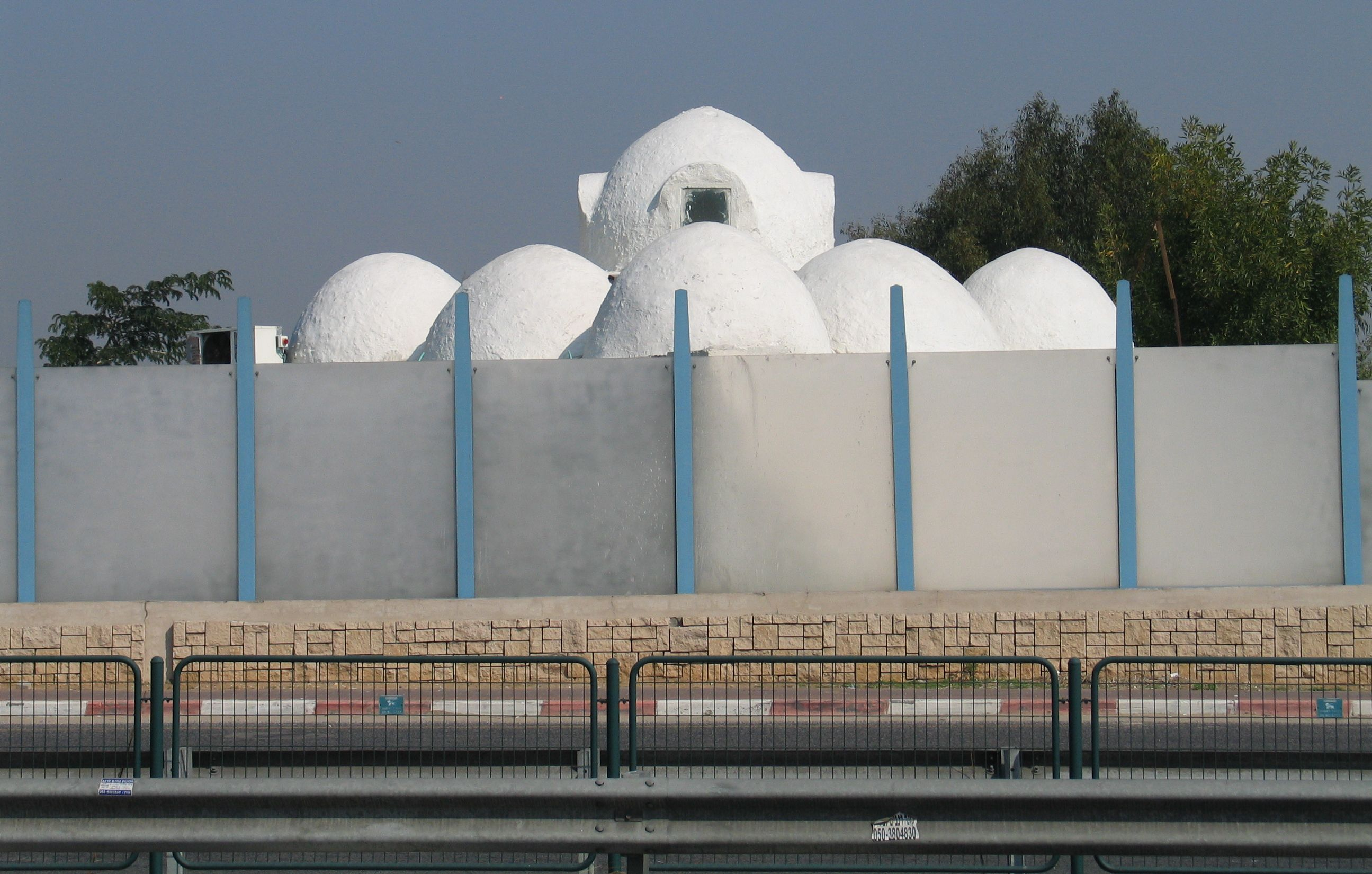
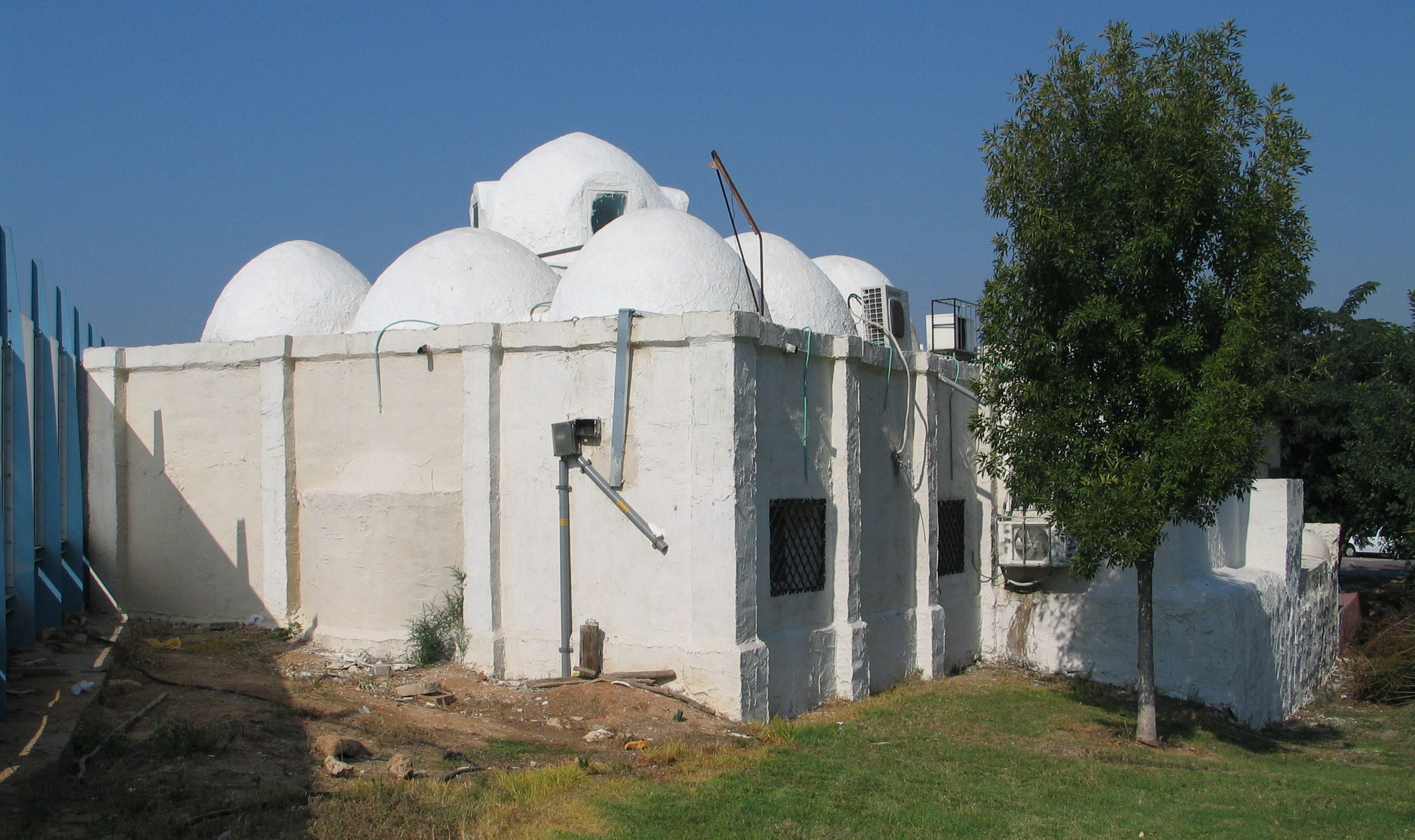
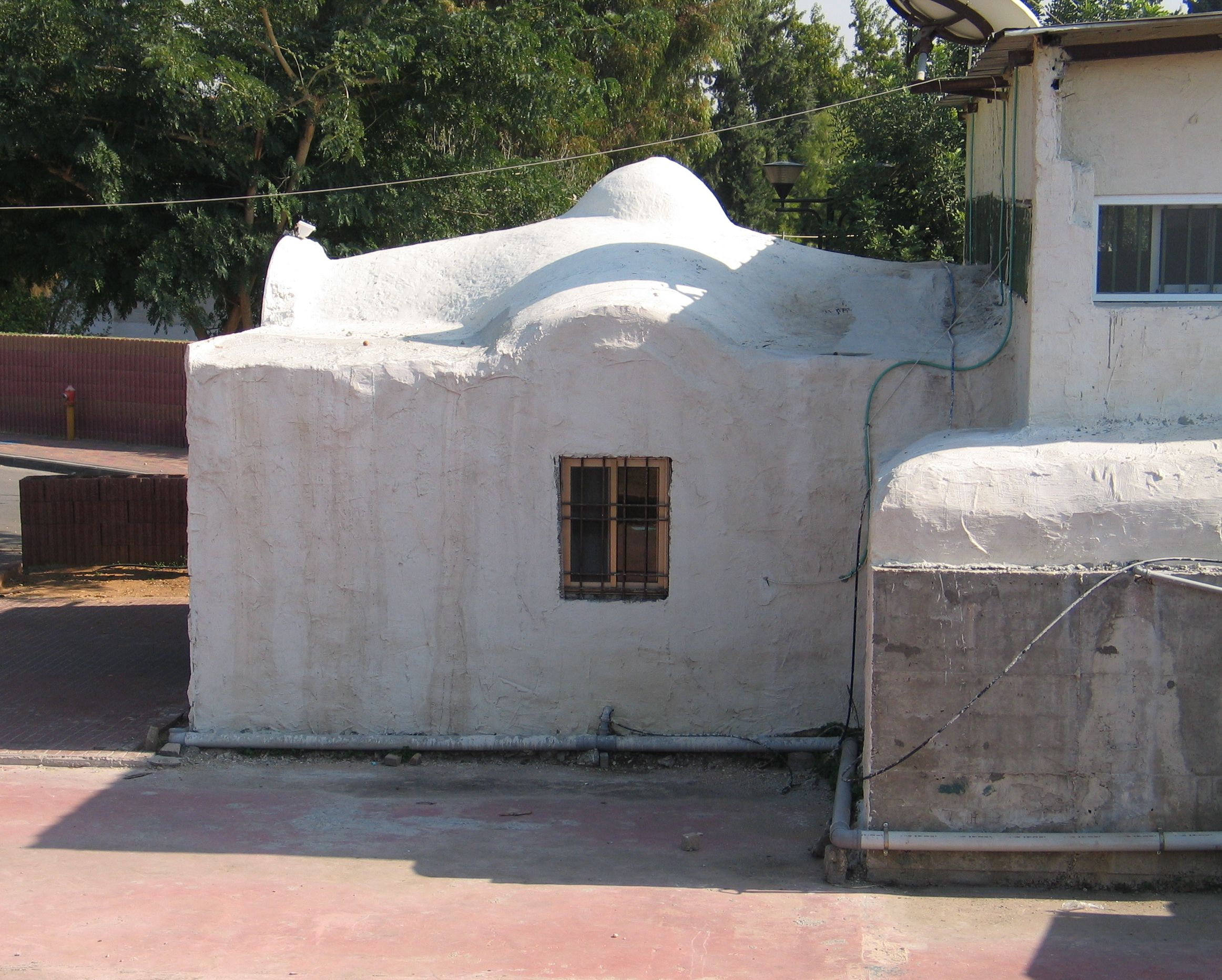
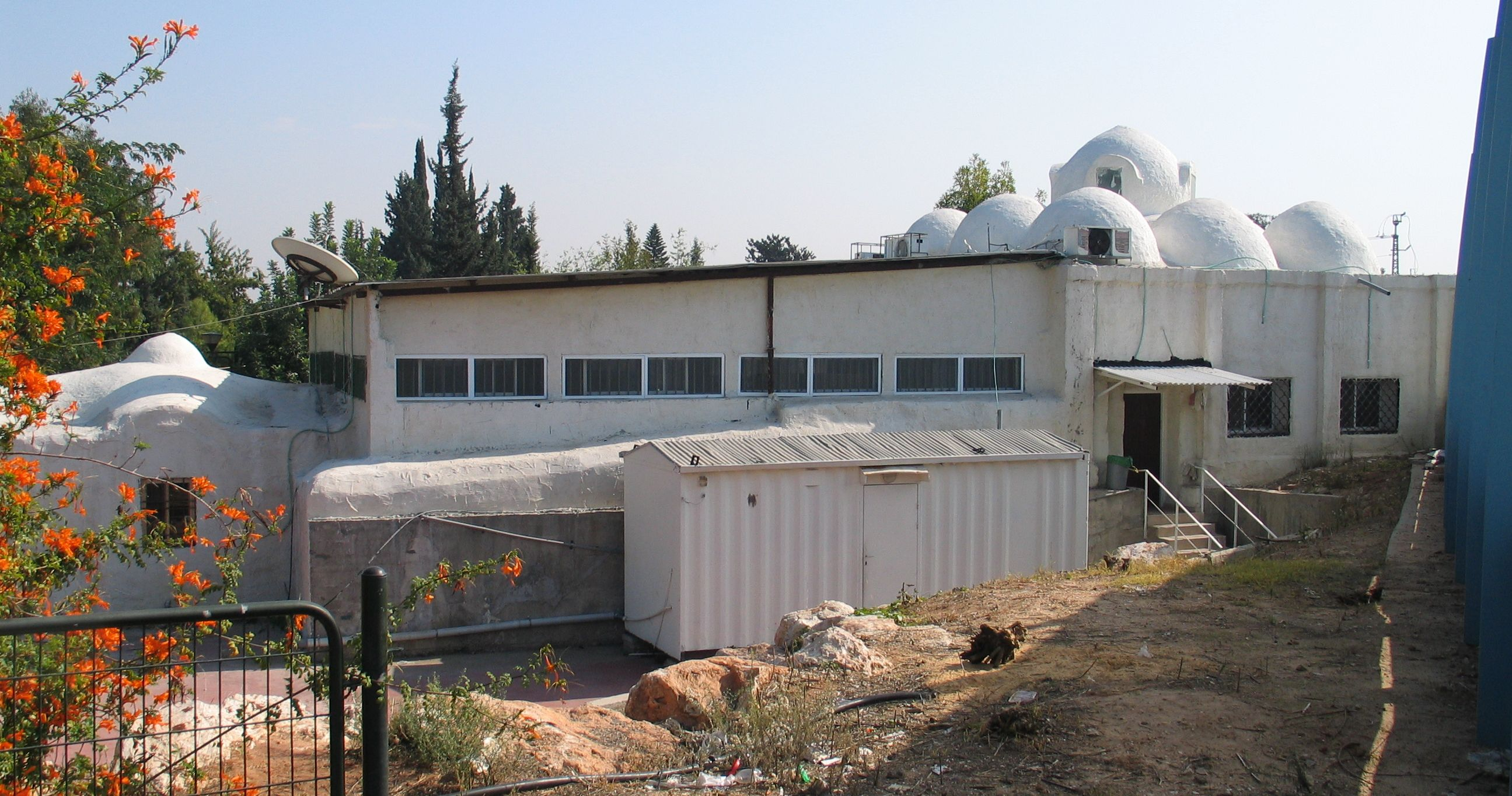

La petite mosquée/lieu de pèlerinage situé à une cinquantaine de mètres du maqam Imam ´Ali, de l’autre côté de la route, dans le parc industriel de Holon. s'appelle Cheikh al-Katanan. D'après une inspection menée en 1991, il est construit sur un plan carré et comprend un dôme de faible hauteur reposant sur un tambour octogonal. On entre dans le bâtiment par une porte située au milieu du côté nord. À l'intérieur, il y a des fenêtres à l'ouest et à l'est, flanquées de niches. Au milieu du mur sud se trouve une niche peu profonde, décorée d’inscriptions peintes au henné.

Vues du maqam Sheikh al-Katanan
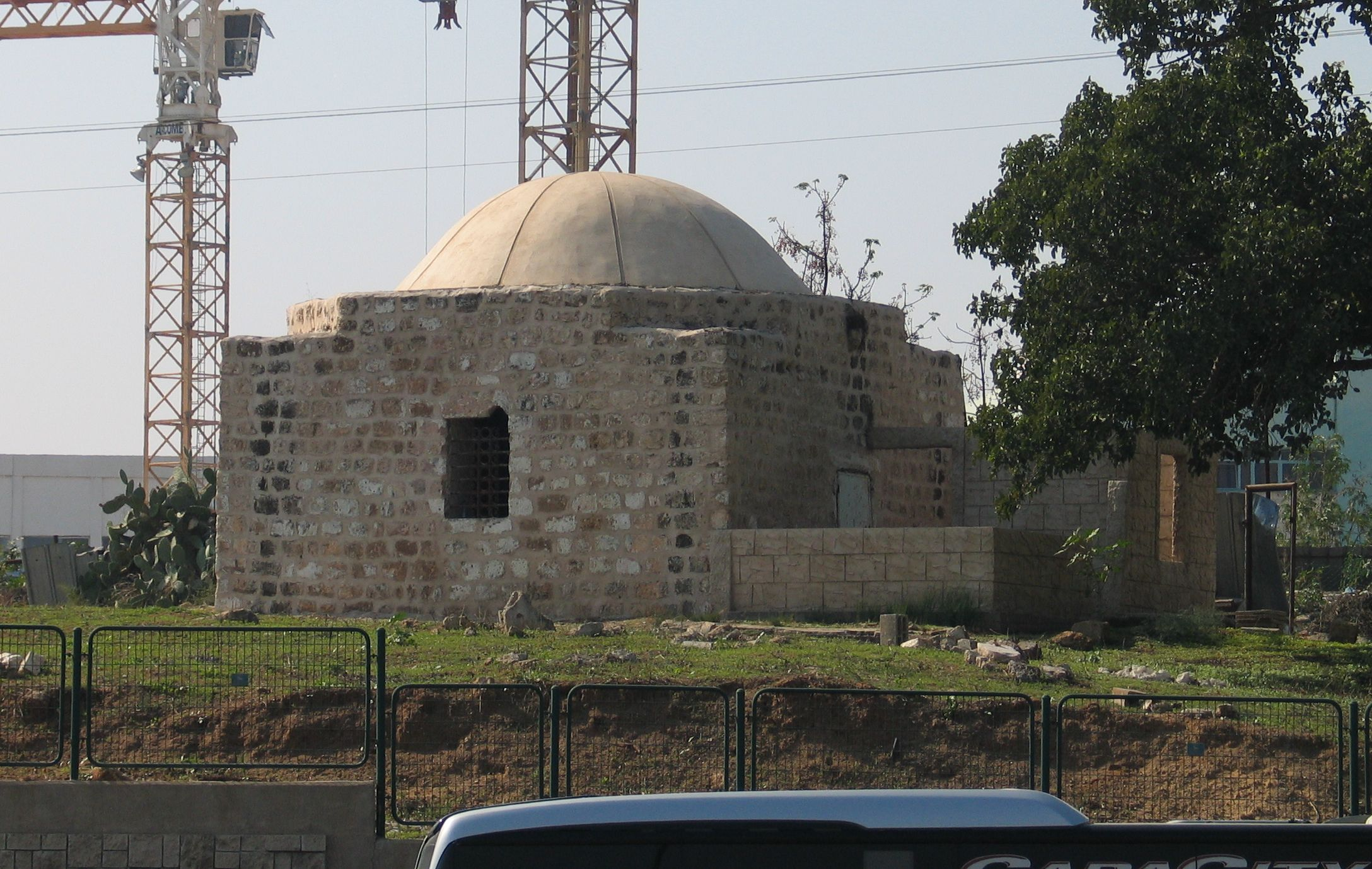
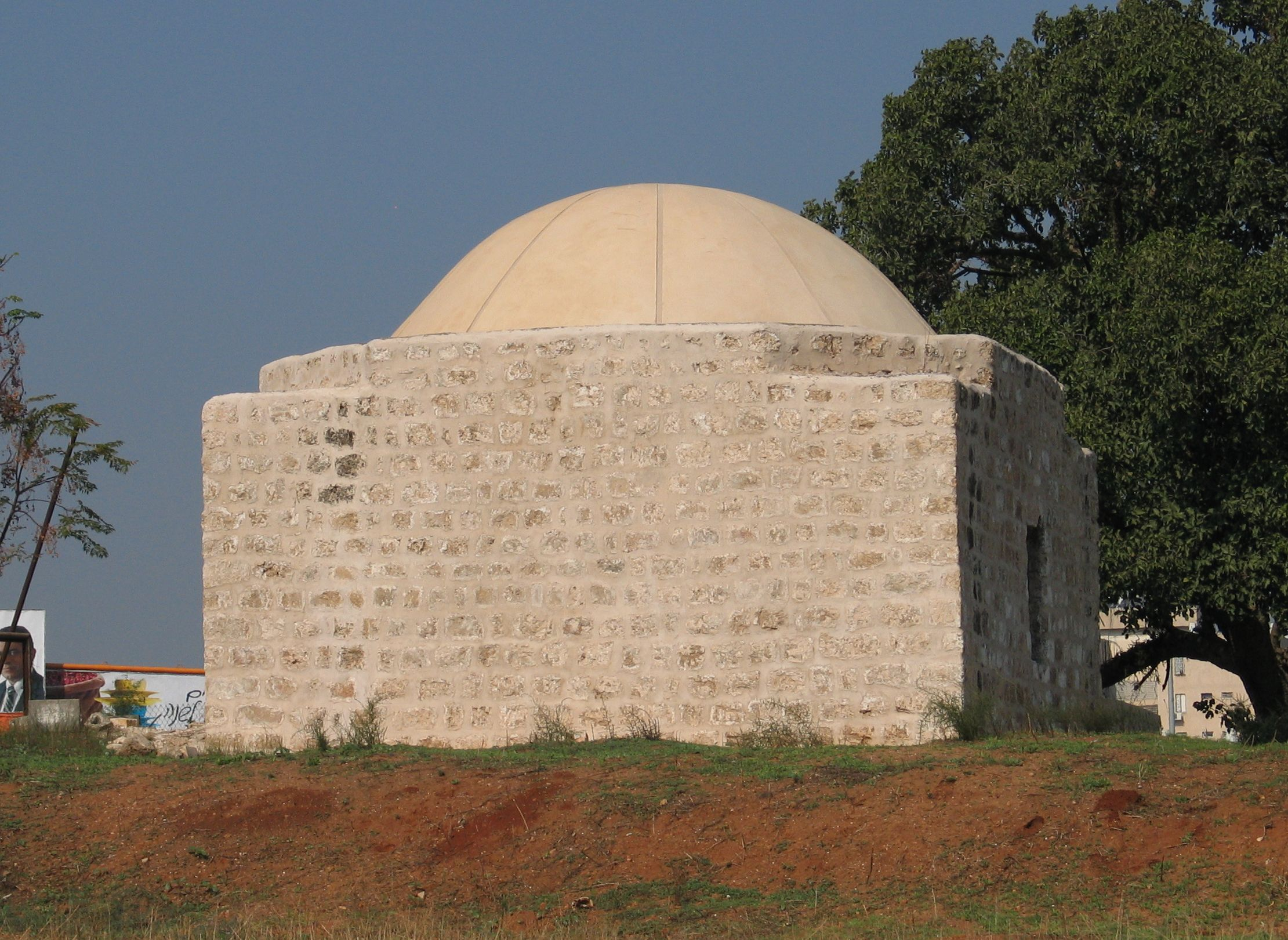
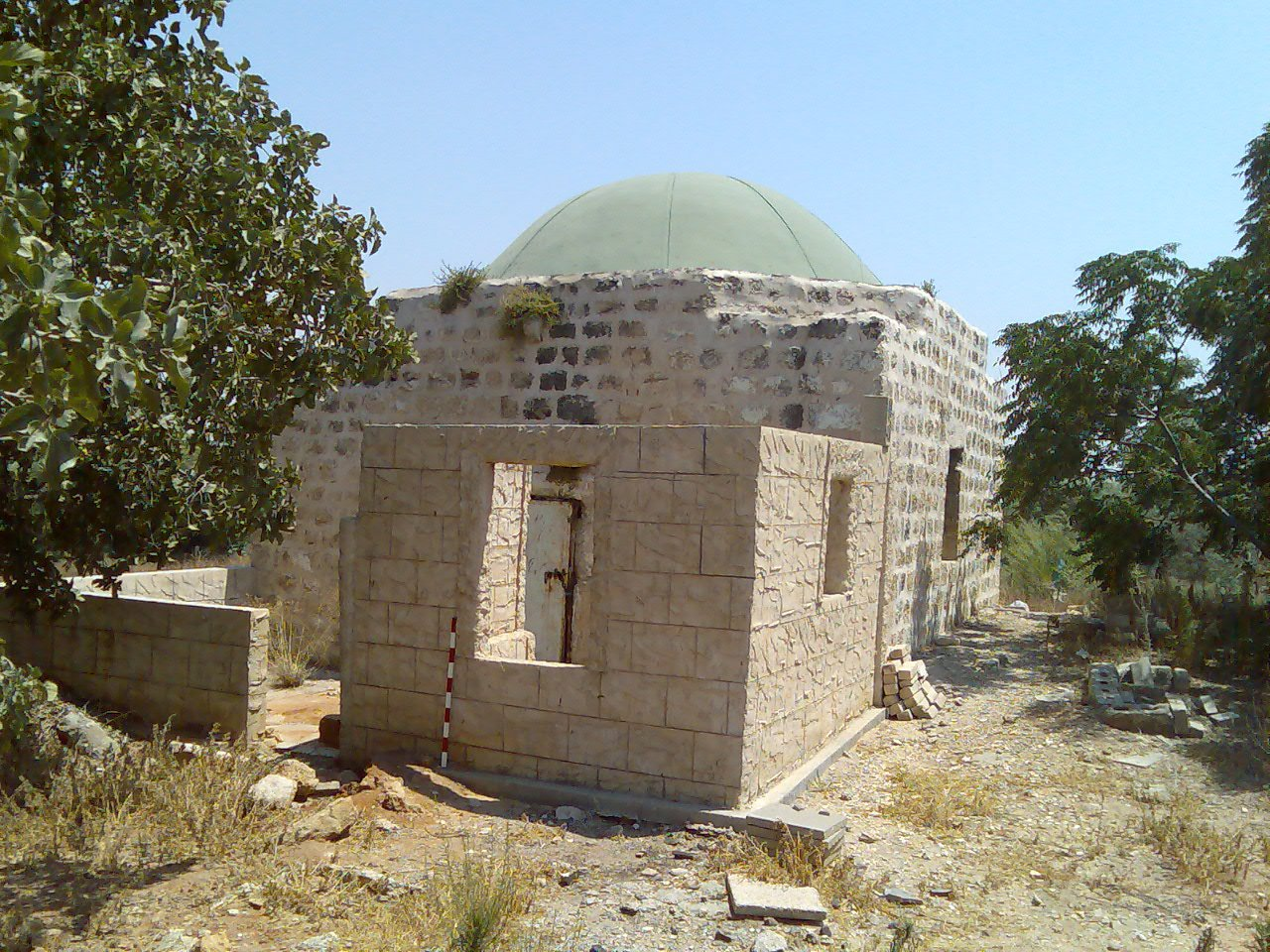
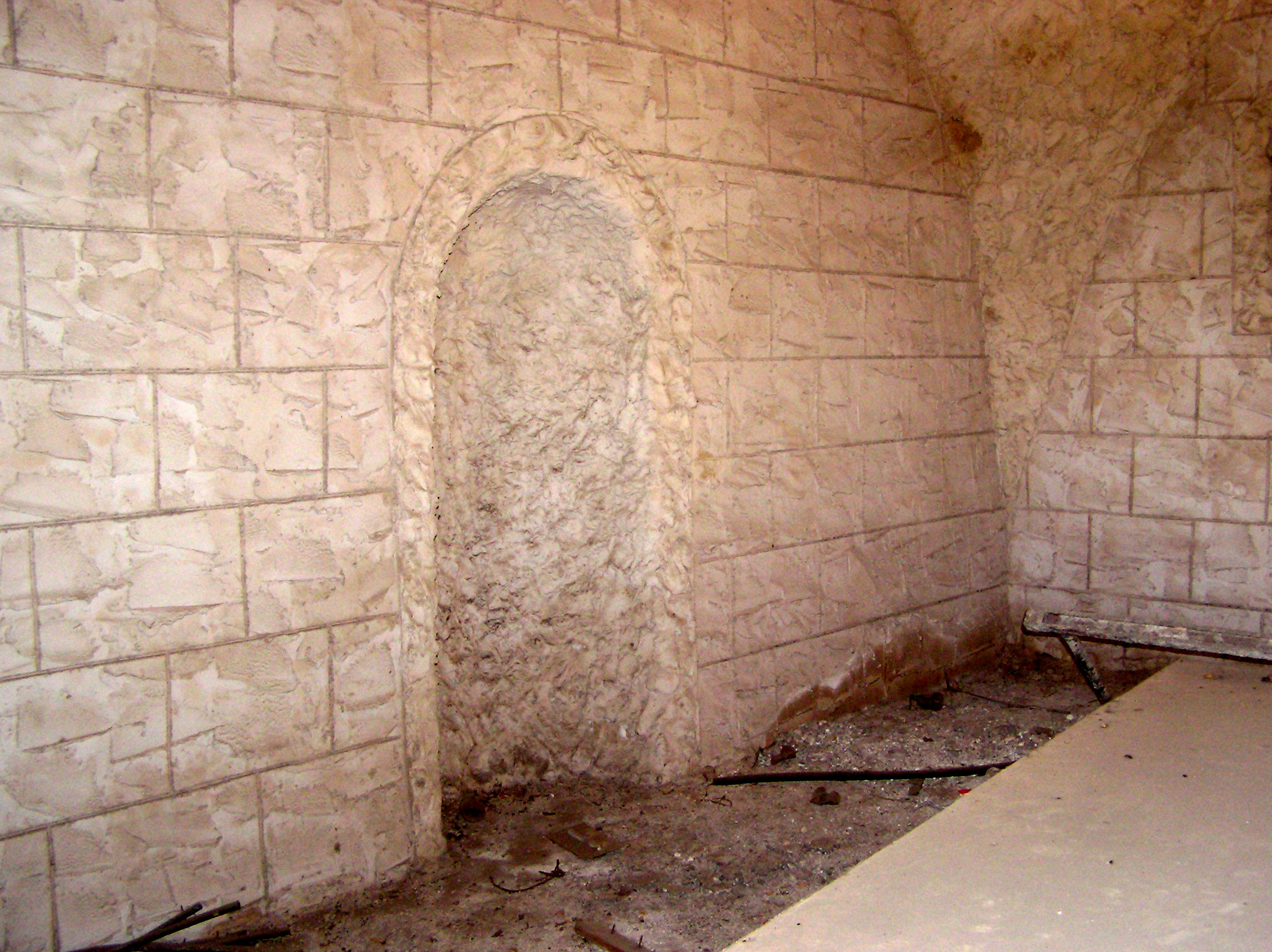

Un certain nombre d'autres structures et maisons sont également intactes; certaines sont utilisés, tandis que d'autres sont vacantes. Il reste aussi deux ou trois pierres tombales brisées dans l'ancien cimetière musulman voisin transformé en dépotoir.

## Personnalités associées à Yazour
- Hassan ibn Ali al-Yazouri, vizir du calife fatimide Al-Mustansir Billah de 1050 à 1058[28]
- Ahmed Jibril (1938-2021), fondateur et dirigeant du FPLP-GC